# 曼努埃尔·迪亚斯
曼努埃尔·狄奥尼修斯·迪亚斯·马丁内斯（西班牙語：Manuel Dionysios Díaz Martínez，1874年4月8日—1929年2月20日），古巴男子击剑运动员。他曾获得1904年夏季奥运会男子佩剑个人和男子花剑团体金牌。